# South Dakota
För andra betydelser, se South Dakota (olika betydelser).
South Dakota (äldre svenska: Syddakota) är en delstat i norra USA. Huvudstaden heter Pierre, men största stad är Sioux Falls. Delstatens smeknamn är "The Mount Rushmore State" ("dakota" är sioux och betyder "bundsförvanter"). Delstatens motto är: Under God the people rule vilket betyder Under Gud styr folket.

## Geografi

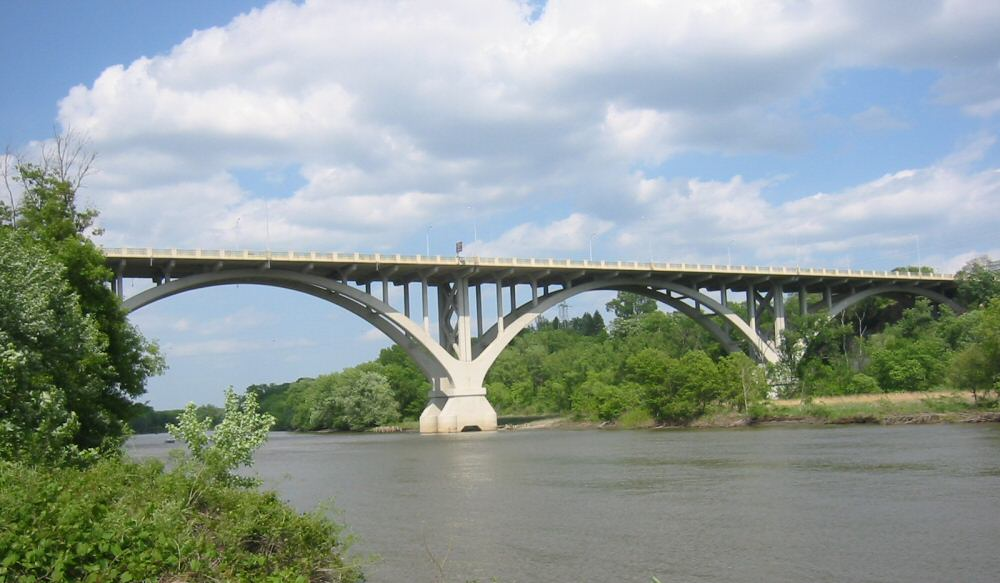
Minnesota River.

South Dakota gränsar i norr till North Dakota; i söder till Nebraska; i öster till Iowa och Minnesota; och i väst till Wyoming och Montana. Det är en av sex stater i Frontier Strip.
Missourifloden rinner igenom den centrala delen av South Dakota. Öster om floden ligger låga kullar och sjöar formade av glaciärer. Fruktbar odlingsmark täcker området. Väster om floden består landet av djupa raviner och vidsträckta slättland.
South Dakota har fyra större regioner: Drift Prairie, Dissected Till Plains, Great Plains och Black Hills.
Drift Prairie täcker större delen av östra South Dakota. Detta är landet av låga kullar och glaciärsjöar. Detta område kallades Coteau des Prairies (Präriekullarna) av tidiga franska köpesmän. I norr gränsar den östra delen av Coteau des Prairies till Minnesota River ravinen och i väster till James Rivers avrinningsområde. James Rivers avrinningsområde utgörs till största delen av lågland, som följer James River igenom South Dakota från norr till söder.

## Större städer
De åtta största städerna i South Dakota (2016). 
- Sioux Falls - 174 360
- Rapid City - 74 048
- Aberdeen - 28 415
- Brookings - 23 895
- Watertown - 22 172
- Mitchell - 15 729
- Yankton - 14 566
- Pierre - 14 008

## Befolkning

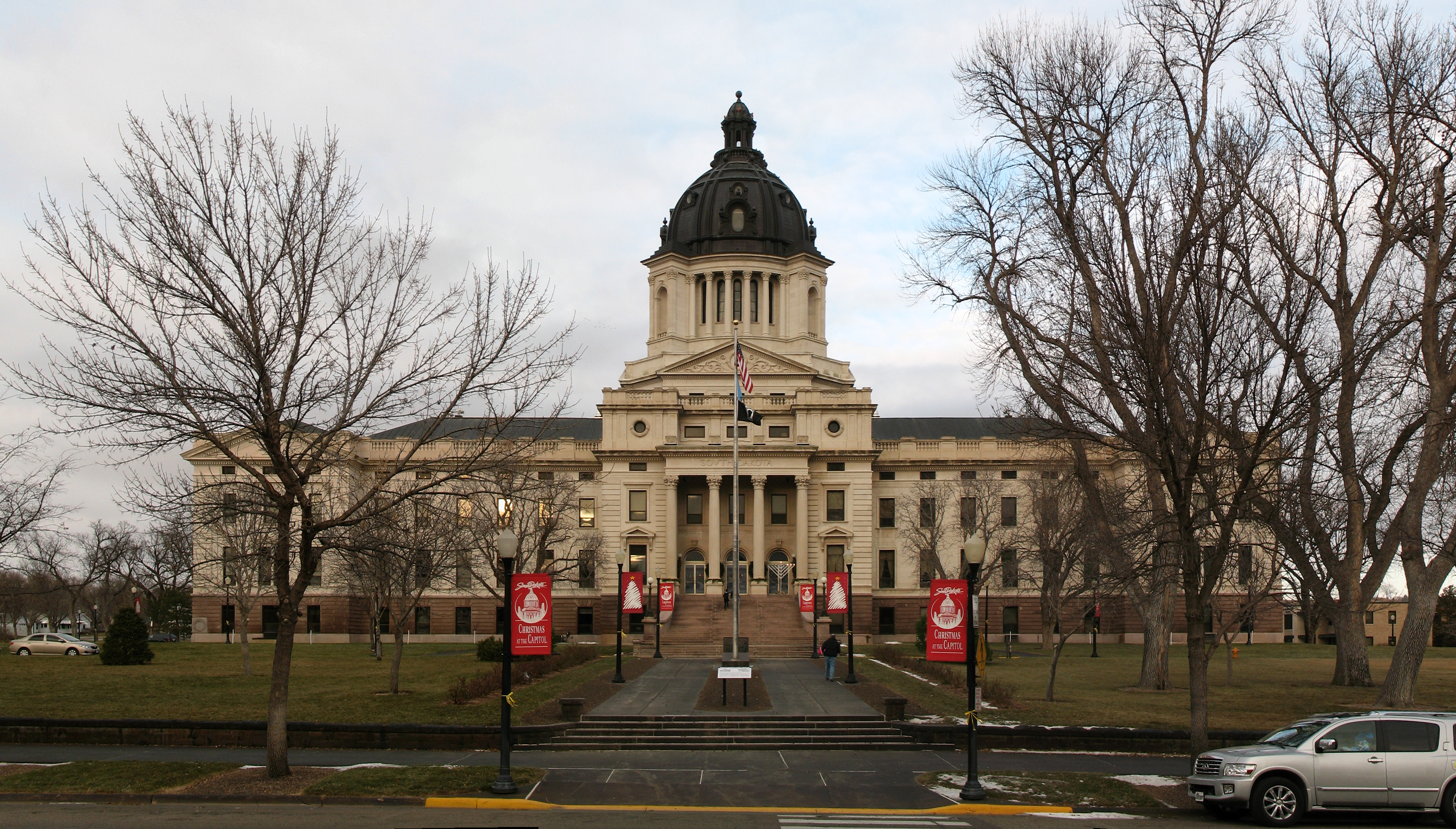
South Dakota State Capitol i Pierre är säte för South Dakotas legislatur.

Drygt 40% av statens befolkning har tyska anor.

### Kända personer födda i South Dakota
- Tom Brokaw, journalist.
- Tom Daschle, politiker, amerikansk senator 1987-2005.
- Mary GrandPré, illustratör.
- Crazy Horse, siouxhövding.
- Hubert H. Humphrey, politiker, amerikansk vicepresident 1965-1969.
- Ernest Lawrence, fysiker, nobelpristagare.
- George McGovern, politiker.
- Karl Earl Mundt, politiker, amerikansk senator 1948-1973.
- Red Cloud, siouxhövding.
- Sitting Bull, siouxhövding.
- John Thune, politiker.

### Andra personer med anknytning till South Dakota
- Laura Ingalls Wilder, författare, inte född i staten, men här utspelar sig handlingen i flera av hennes nio böcker i serien Lilla huset på prärien. Familjen Ingalls var bland de allra första nybyggarna på den plats som blev staden De Smet. Här bodde Laura Ingalls Wilder och hennes familj från 1880.

## Historiska händelser
- 1890 - massakern vid Wounded Knee